# 菲力亭諾
菲力亭諾（義大利語：Filettino）是意大利弗罗西诺内省的一个市镇，位於羅馬以東100公里，人口550人。
2011年，因不滿意大利政府的鄉鎮合併計劃，在鎮長盧卡·賽拉瑞（Luca Sellari）宣布菲力亭諾獨立，自定国旗、国徽、國歌、並發行新貨幣費歐里托（Fiorito）。